# Municipio de Concord (condado de Highland)
El municipio de Concord (en inglés: Concord Township) es un municipio ubicado en el condado de Highland en el estado estadounidense de Ohio. En el año 2010 tenía una población de 1415 habitantes y una densidad poblacional de 16,22 personas por km².

## Geografía
El municipio de Concord se encuentra ubicado en las coordenadas 39°3′37″N 83°38′55″O / 39.06028, -83.64861. Según la Oficina del Censo de los Estados Unidos, el municipio tiene una superficie total de 87.24 km², de la cual 87,24 km² corresponden a tierra firme y (0 %) 0 km² es agua.

## Demografía
Según el censo de 2010, había 1415 personas residiendo en el municipio de Concord. La densidad de población era de 16,22 hab./km². De los 1415 habitantes, el municipio de Concord estaba compuesto por el 97,88 % blancos, el 0,99 % eran afroamericanos, el 0,07 % eran amerindios, el 0,42 % eran de otras razas y el 0,64 % eran de una mezcla de razas. Del total de la población el 0,42 % eran hispanos o latinos de cualquier raza.